# Robert I. le Brus
Robert I. le Brus je první člen rodu Bruce, který se dostal na Britské ostrovy. Připlavil se sem jako člen výpravy Viléma I. Dobyvatele roku 1066. Král mu později ze jeho služby udělil pozemky v Yorkshire.
Robert I. zemřel v roce 1094, poté se rod rozdělil na dvě větve, anglickou a skotskou.
Manželka: neznáma /neznámé/
Děti:
- syn, dědic anglického majetku
- Robert II. de Brus